# Vincetoxicopsis harmandii
Vincetoxicopsis harmandii är en oleanderväxtart som beskrevs av Cost.. Vincetoxicopsis harmandii ingår i släktet Vincetoxicopsis och familjen oleanderväxter. Inga underarter finns listade i Catalogue of Life.